# 蘭迪 (密蘇里州)
蘭迪（英語：Lundy）是位於美國密蘇里州德克薩斯縣的非建制地區。

## 歷史
蘭迪的郵局於1891年設立，其後於1919年停運。

## 地理
蘭迪所處的海拔為高於海平面378米（即1240英呎），而該地所採用的時區為UTC-6，即北美中部時區（CST）。同時該地設有夏令時間，為UTC-6調快一小時，即UTC-5（CDT）。